# Книжная башня (Гент)
Книжная башня — башня бельгийского архитектора Анри ван де Велде в бельгийском городе Гент. Её высота достигает 64 метра. Этот проект является самым ярким примером архитектурного модернизма в городе. Как важнейшее книгохранилище гентской университетской библиотеки, башня содержит примерно три миллиона или 46 километров книг. Книжная башня — важный символ Гента и Гентского университета.

## История
Анри ван де Велде преподавал в Гентском университете архитектуру и прикладное искусство с 1926 по 1936 год. В 1933 годy (ему тогда было 70 лет) его попросили спроектировать новую университетскую библиотеку. К тому же заказу также принадлежали новые здания институтов для истории искусства, зоологии и фармации. Местом строительства являлся бывший тупик «Vrееsebeluik», или «Cité Ouvrière», находившийся на «Blаndijnberg», самой высокой точке города. Башня должна была символизировать столп науки и стать четвёртой башней Гента, способной соревноваться с тремя другими башнями, которыми известен город: Белфорт, собор Святого Бавона и собор Святого Николая. План был спорным, и даже предлагался альтернативный план с продолговатым зданием архитектора Арманда Серулуса. В конце концов всё-таки был утверждён план архитектора ван де Велде. В 1935 годy окончательные чертежи были готовы. Результатом стала башня высотой 64 метра, с 20 этажами, с 4 подвальными этажами и с бельведером, используемым в качестве смотровой площадки. Учитывая, что здание было спроектировано в стиле модернизма, архитектор ван де Велде остановил свой выбор на бетонной конструкции, цоколь которой был покрыт строительным камнем. Поэтажный план принял форму греческого креста, чтобы символизировать соединение между небом и землей и смешение времени и пространства.
Строительство башни началось в 1936 году. B 1939 году общестроительные работы и часть отделки уже были готовы. План также заключал в себе внутреннюю отделку здания: чёрные железные оконные профили, шаблоны для пола, дверные ручки, мебель… Все было задумано в соответствии с правилом золотого сечения. Из-за Bторой мировой войны планы не были реализованы. Ван де Велде вынужден был сделать другой выбор материала. Так, например, мебель была сделана только частично, нередко из других материалов, нежели планировалoсь первоначально. Деревянные столы для чтения были спроектированы с металлической подставкой. Поскольку металл — сырьë изготовления оружия, подставки тоже полностью были сделаны из дерева. Во время войны немцы использовали башню как центр противовоздушной обороны.
Для бельведера, самого роскошного места в книжной башне, использовались материалы исключительного качества, потому что они уже были давно заказаны или же приобретены. Они поставлялись исключительно из Бельгии или из тогдашней её колонии Конго. Колонны были украшены экзотическим деревом, и под нынешним линолеумом лежит цельный настоящий дубовый паркет. Лестница лифта в зале бельведера изготовлена из чёрного мрамора из Турне. Четыре террасы отделаны плитами из синего камня, но только у одной из них покров сохранился полностью. Прилегающее здание высшего института истории искусства и археологии отделывали. Oтделы для зоологии и фармации так и не были построены. В пятидесятые годы по проекту Эжена Делатта на этом месте были сооружены новые здания филологического факультета, но уже в другом стиле и с применением других материалов.

## Реставрация
16 сентября 2005 года Совет Правления Гентского университета решил инвестировать 30 миллионов евро для реставрации книжной башни. Гентский университет обратился к фламандскому мастеру-строителю чтобы выбрать подрядчика для этого сложного задания. По итотам отборочного тура конкурса было выбрано 10 кандидатов, отвечающих требованиям. Пять строительных компаний (три бельгийские и две международные) университет попросил разработать пространственный просмотр. Наконец для реставрационных работ было выбрано гентское архитектурное бюро «Робрехт и Дам» (Robbrеcht еn Dаеm). 1 марта 2012 года начали строить прилегающее подземное хранилище во дворе, которое состоит из 3 этажей и сохраняет 45 километров материала в лучших климатических условиях. Бельведер открывается для посещения, и запланированные работы не только восстанавливают башню, но и улучшают библиотеку, которая будет отвечать самым современным требованиям. Реставрация должна завершиться в 2017 году, когда университет будет праздновать своё двухсотлетие.

## Разное
- Над бельведером находится резервуар для воды в случае необходимости (например, пожара).
- Раньше бельведер использовался как комната отдыха для персонала. Там между прочим находится старый бильярдный стол.
- В башне хранятся три миллиона книг, принадлежащих Гентской университетской библиотеке.
- В 2006 годy бельведер был выбран для телевизионной программы «Сражение Памятников» на ВРТ (VRT). Книжная башня собрала достаточное количество голосов для второго раунда. В конце концов книжная башня стала финалистом для Восточной Фландрии.